# Lanová dráha Krasetín – Kleť
Sedačková lanová dráha Krasetín – Kleť je lanová dráha spojující horu Kleť (nejvyšší vrchol Blanského lesa) s vesnicí Krasetín, která je součástí jihočeské obce Holubov. Návštěvníci nemohou na Kleť vyjet autem, proto je tato lanovka nejjednodušším a nejpohodlnějším dopravním prostředkem.

## Historie
Výstavba lanové dráhy na Kleť byla zahájena v roce 1959, uvedena do provozu byla 1. července 1961. Lanovou dráhu vyrobil národní podnik Transporta Chrudim. V 80. letech 20. století proběhla rekonstrukce, při níž byly vyměněny kladky a kladkové baterie (1983), sedačky (1987) a byla osazena nová elektroinstalace. V roce 2005 byl dosazen nový, výkonnější motor, původně používaný na lanovce na Portášovy Boudy v Krkonoších. V současnosti provozuje dráhu společnost Lanová dráha obce Holubov s.r.o., která vznikla na konci roku 2000 a kterou 100% vlastní obec Holubov.

## Technické parametry
Lanovka Krasetín – Kleť je osobní visutá jednolanová dráha oběžného systému s pevným uchycením jednomístných sedaček. Je dlouhá 1792 m (šikmá, tedy skutečná délka; vodorovná délka činí 1751 m) a překonává převýšení 383 m. Dolní stanice Krasetín se nachází v nadmořské výšce 691 m, horní stanice Kleť potom v 1074 m n. m. Dopravní rychlost dráhy je 2,0 m/s, doba jízdy tedy činí 15 minut. Na laně se nachází 100 jednomístných sedaček (původně 102), lano podepírá celkem 22 nosných podpěr. Přepravní kapacita lanovky je 220 osob za hodinu, což je nejnižší hodnota provozovaných lanových drah v Česku.

## Provoz
Dráha na Kleť je provozována celoročně. Výjimkou jsou dvě delší období na jaře a na podzim, kdy probíhá pravidelná údržba lanovky. Lanová dráha jezdila v roce 2022 v letní sezóně (červenec a srpen) každý den od 9 do 17 hodin (o víkendech a svátcích do 18 hodin) vždy každou celou hodinu. Na podzim 2008 byla v provozu pouze o víkendech od 9 do 17 hodin. Lanovku mohou využít i lyžaři (běžkaři i sjezdaři), větší množství sněhu je ale na Kleti (vzhledem k poloze ve srážkovém stínu Šumavy) poměrně vzácné. Jízdné za cestu nahoru bylo v roce 2006 50 Kč, o dva roky později 70 Kč, za cestu dolů cestující zaplatili vždy o 20 Kč méně. Existují též různé slevy (děti, důchodci, ZTP, školní výpravy) a výhodnější zpáteční jízdenka. Na lanové dráze je také možné přepravit jízdní kolo.
DO roku 2008 přepravila lanovku na Kleť od počátku svého provozu přes 3 000 000 cestujících.